# Scream 3 (саундтрек)
Scream 3: The Album і Scream 3: Music From The Dimension Motion Picture — офіційні музичні альбоми 2000 року, що містять музику з фільму «Крик 3».

## Саундтрек
Офіційний альбом Scream 3: The Album, що містить музику з фільму, надійшов у продаж 25 січня 2000 року, виданням займався лейбл Wind-up Records. В альбом потрапило 18 композицій, більшість з яких створені в жанрі хеві-метал, і виконані такими артистами як System of a Down та Powerman 5000. Не всі пісні грали в самому фільмі. Продажі альбому показали набагато кращі результати, ніж саундтрек до другого фільму. Крім того, альбом провів 14 тижнів у чаті Billboard 200, зайнявши 32 позицію, а сайт AllMusic оцінив його в 2.5 бали з 5. Оглядач Стів Х'ю зазначив, що «альбом зібрав кращих виконавців жанру», що робить його дуже «придатним для прослуховування».
Кліп на пісню «What If» гурту Creed відображає події фільму — відео також з'явилося як бонус до DVD-видання картини. Крім того, в кліпі з'являється Девід Аркетт.
23 лютого 2000 року альбому надано статус «золотий», оскільки кількість його продажів перевищила 500 тисяч екземплярів.
1. Creed — «What If»
2. Slipknot — «Wait & Bleed»
3. Finger Eleven — «Suffocate»
4. System of a Down — «Spiders»
5. American Pearl[en] — «Automatic»
6. Sevendust — «Fall»
7. Godsmack — «Time Bomb»
8. Coal Chamber — «Tyler's Song»
9. Static-X — «So Real»
10. Incubus — «Crowded Elevator»
11. Dope — «Debonaire»
12. Fuel[en] — «Sunburn»
13. Powerman 5000[en] — «Get On, Get Off»
14. Full Devil Jacket[en] — «Wanna' Be Martyr»
15. Orgy — «Dissention»
16. Staind[en] — «Crawl»
17. Ear2000 — «Click Click»
18. Creed — «Is This The End»

Крім того, у фільмі грала пісня «Red Right Hand» у виконанні Nick Cave & The Bad Seeds — композиція з'являється у всіх трьох частинах оригінальної трилогії. Крім того, Нік Кейв написав «сиквел» пісні для фільму, яка звучить у фінальних титрах картини. Композиція з'являється в колекційному виданні альбому «B-Sides & Rarities», а Марко Белтрамі позичив мелодію для однієї зі своїх музичних тем.